# Medicago blancheana
Medicago blancheana är en ärtväxtart som beskrevs av Pierre Edmond Boissier. Medicago blancheana ingår i släktet luserner, och familjen ärtväxter. Inga underarter finns listade i Catalogue of Life.